# Język mafa
Język mafa (mofa, natakan, pejoratywnie matakam) – język afroazjatycki z grupy biu-mandara A, podgrupy 5. (matakam), używany na obszarze Kamerunu i Nigerii przez ponad 200 tys. osób.

## Dialekty
- mafa zachodni (magoumaz, mavoumay, moskota)
- mafa środkowy (djingliya, gouzda, koza, ldamtsai, mokola, mokolo, ouzal)
- mafa wschodni (bao, mazam, midre, soulede)
- roua - może być oddzielnym językiem, wymaga dokładniejszych badań